# 27 свадеб
«27 свадеб» (англ. 27 dresses — «27 платьев») — американская романтическая комедия 2008 года. Вечная подружка невесты Джейн (Кэтрин Хайгл) и свадебный обозреватель Кевин (Джеймс Марсден) пытаются изменить взгляды друг друга на жизнь.

## Сюжет
Сегодня у Джейн Николз трудный день — она должна присутствовать одновременно на двух свадьбах, так как она их организовала и является подружкой у обеих невест. Но Джейн не привыкать — она побывала в этой роли уже 25 раз! У неё дома полный шкаф платьев — довольно уродливых, поскольку на любой свадьбе самой красивой должна быть невеста, а вовсе не её подружки. Разрываясь между двумя торжествами, переодеваясь прямо на заднем сиденье арендованного на весь вечер такси, на одной из этих двух свадеб она знакомится с Кевином Дойлом — парнем с циничными взглядами на брак. Кевин помогает ей добраться домой, а потом обнаруживает под сиденьем того самого такси её выпавший ежедневник.
Между тем, сестра Джейн Тэсс приезжает из Нью-Йорка и с ходу заводит роман с Джорджем, боссом Джейн, всячески демонстрируя ему, что они очень похожи, буквально созданы друг для друга, что ей нравятся те же самые вещи, что и ему — турпоходы, домашние животные, вегетарианская еда… Вскоре они объявляют о предстоящей свадьбе, очень быстро, буквально через три недели, поскольку в расписании модного ресторана, заказывать свадебный ужин в котором вообще-то нужно за полгода, очень удачно образовалось «окно». Джейн сама влюблена в своего босса, ей очень сложно было не отказать любимой младшей сестре в помощи по подготовке свадьбы. К сожалению, Джейн просто не умеет говорить «нет», Кевин ей постоянно пытается это объяснить.
В ходе подготовке к свадьбе сестры Джейн должна встретиться с репортёром «New York Journal» Малькольмом Дойлом, который пишет свадебные обзоры и статьи которого так восхищают Джейн, что она даже хранит дома целую кипу газетных вырезок. Но тут выясняется, что знаменитый «Малькольм Дойл» — это тот самый Кевин; он пишет под псевдонимом такие хорошие вещи, а в жизни оказался совсем другим человеком. Он и оставил себе ежедневник Джейн, чтобы самому написать статью о вечной подружке невесты. Джейн, не зная о его намерениях, во время интервью у неё дома показывает все свои платья, которые уже в шкафу не помещаются. А Кевин делает их снимки и посылает текущий вариант текста своему шефу в газету с просьбой пока не печатать, так как он считает свою статью неоконченной и хочет её подкорректировать.
На следующий день, обсуждая в машине ситуацию, которая сложилась между Джейн, Тэсс и Джорджем, Джейн и Кевин попадают в аварию и оказываются вынуждены зайти в бар в каком-то пригороде. Там они выпили, разговорились по душам, а после в машине провели ночь вместе. Наутро к их столику в том же кафе подходит официантка и приносит газету со статьёй Кевина о Джейн — главный редактор сочла текст великолепным и, проигнорировав просьбу автора, сразу же поставила её на полосу. И эта статья просто-таки взрывает только-только начавшие складываться отношения.
Джейн в расстроенных чувствах вдребезги ссорится с сестрой, которая испортила свадебное платье их мамы, переделав его на свой вкус — а Джейн всю жизнь мечтала надеть это платье на собственную свадьбу, и отец обещал… Тэсс, совершенно не понимающая, почему сестра делает из такой ерунды проблему, просит Джейн сделать об их паре слайд-шоу для свадьбы. Но Джейн в ярости решает, что Джордж должен знать правду о своей невесте, и под банально-слащавый текст, который ей написала Тэсс с условием зачитать его слово в слово, запускает совсем другие фотографии, на которых Тэсс веселится в окружении парней из футбольной команды в колледже, с кровожадным аппетитом жуёт мясо (уже с подаренным Джорджем кольцом на пальце, то есть после помолвки), таскает за задние лапы несчастного кота, словом, оказывается совсем не такой, как она представляла себя Джорджу. Ситуация усугубляется выступлением воспитанника Джорджа, латиноамериканского мальчишки Педро, который рассказывает, как Тэсс помогла ему открыть свой клининговый бизнес — уборка в квартире Джорджа за деньги. Джордж разрывает помолвку.
Следующим вечером, вызвав Джейн на работу, чтобы она заменила Тэсс на мероприятии, где Джорджа ожидали с дамой, босс говорит ей, что очень ценит её за то, что она никогда не говорит «нет». В ответ Джейн неожиданно заявляет ему, что увольняется. Что эта работа была ей интересна только тем, что она могла быть рядом с Джорджем, так как решила, что влюблена в него. Джордж целует её, но ни он, ни она ничего особенного не чувствуют. Джейн, наконец, понимает, кто на самом деле ей нужен. Разыскивая Кевина, она узнаёт, что он на очередной свадьбе, и едет туда. На пароходе, где проходила свадьба, Джейн со сцены говорит Кевину и всем присутствующим, что он мужчина её мечты, и споры с ним — это лучшее, что было в её жизни.
Год спустя, на свадьбе Джейн и Кевина, уже Тэсс выступает в роли подружки невесты. Увидев среди гостей Джорджа, она честно сообщает ему, что терпеть не может собак, ест по гамбургеру в день и рада познакомиться с ним заново. И оказывается, что Джорджа встреча с подлинной, непритворной Тэсс тоже радует.
В день своей свадьбы Джейн надела своё последнее, 28-е платье. И она всегда знала, что на её свадьбу придут все 27 бывших невест, которых она выдавала замуж. И они откроют шкаф и наденут все эти 27 платьев!

## В ролях
| Актёр           | Роль                             |
| --------------- | -------------------------------- |
| Кэтрин Хайгл    | Джейн Николз                     |
| Джеймс Марсден  | Малькольм/Кевин Дойл             |
| Малин Акерман   | Тэсс Николз младшая сестра Джейн |
| Эдвард Бёрнс    | Джордж начальник Джейн           |
| Джуди Грир      | Кейси подруга Джейн              |
| Малик Панхоли   | Трент коллега Кевина             |
| Мелора Хардин   | Морин редактор Кевина            |
| Пейтон Рой Лист | Джейн Николз в детстве           |

## Роли дублировали
- Светлана Кузнецова — Джейн Николз
- Александр Койгеров — Малькольм/Кевин Дойл
- Мария Цветкова — Тэсс Николз
- Артём Веселов — Джордж
- Светлана Репетина — Кейси

## Награды
- Golden Trailer Awards
  - Best Romance Poster
  - Best Romance TV Spot
- Выбор народа — Favorite Movie Comedy
- Teen Choice Awards — Choice Movie: Chick Flick

## Сборы
Бюджет фильма составил $30 млн. В прокате с 18 января по 29 мая 2008 года, наибольшее число показов в 3 074 кинотеатрах единовременно. За время проката собрал в мире $160 259 319, из них $76 808 654 в США и $83 450 665 в остальном мире. В странах СНГ фильм шёл с 15 февраля по 22 июня 2008 года и собрал $2 555 637.